# Synclinorium van Dinant
Het synclinorium van Dinant of bekken van Dinant is een tektonische eenheid in de Belgische Ardennen. Het is een deel van een voormalig voorlandbekken dat tijdens de laatste fases van de Hercynische gebergtevorming (Laat-Carboon: rond 310 Ma) als piggybackbekken naar het noorden schoof, waarbij het in een lichte syncline werd geplooid.
Het synclinorium van Dinant is het grootste van twee zulke piggybackbekkens. Het andere is het synclinorium van Namen, dat er in het noorden direct tegenaan ligt. De beide bekkens schoven over een listrische breuk naar het noorden over het Massief van Brabant.
De gesteenten van het synclinorium van Dinant zijn voornamelijk Devonische en Carbonische kalksteen, zandsteen en leisteen, afgezet in een groot bekken dat zich in die tijd achter de zich ontwikkelende Hercynische gebergteketens bevond. Dit bekken wordt Rhenohercynisch bekken genoemd.